# Tongling
Tongling (em chinês 铜陵) é uma cidade da República Popular da China, localizada na província de Anhui. Sua população era de 1.311.726 habitantes, dos quais 842.675 viviam na área metropolitana composta por 3 distritos urbanos. O asteróide 12418 Tongling recebeu o nome da cidade.  
Tongling tem sido famosa como uma bela cidade montanhosa desde suas origens na dinastia Han há mais de 1500 anos. Devido aos seus depósitos de cobre e estanho, foi um importante centro no passado para a produção de bronze. A escala da atividade industrial aumentou gradualmente através das dinastias Ming (1368-1644) e Qing (1644-1911). 

O famoso poeta da Dinastia Tang, Li Bai (c.700-762, também conhecido como Li Po) elogiou a beleza e a riqueza de Tongling.

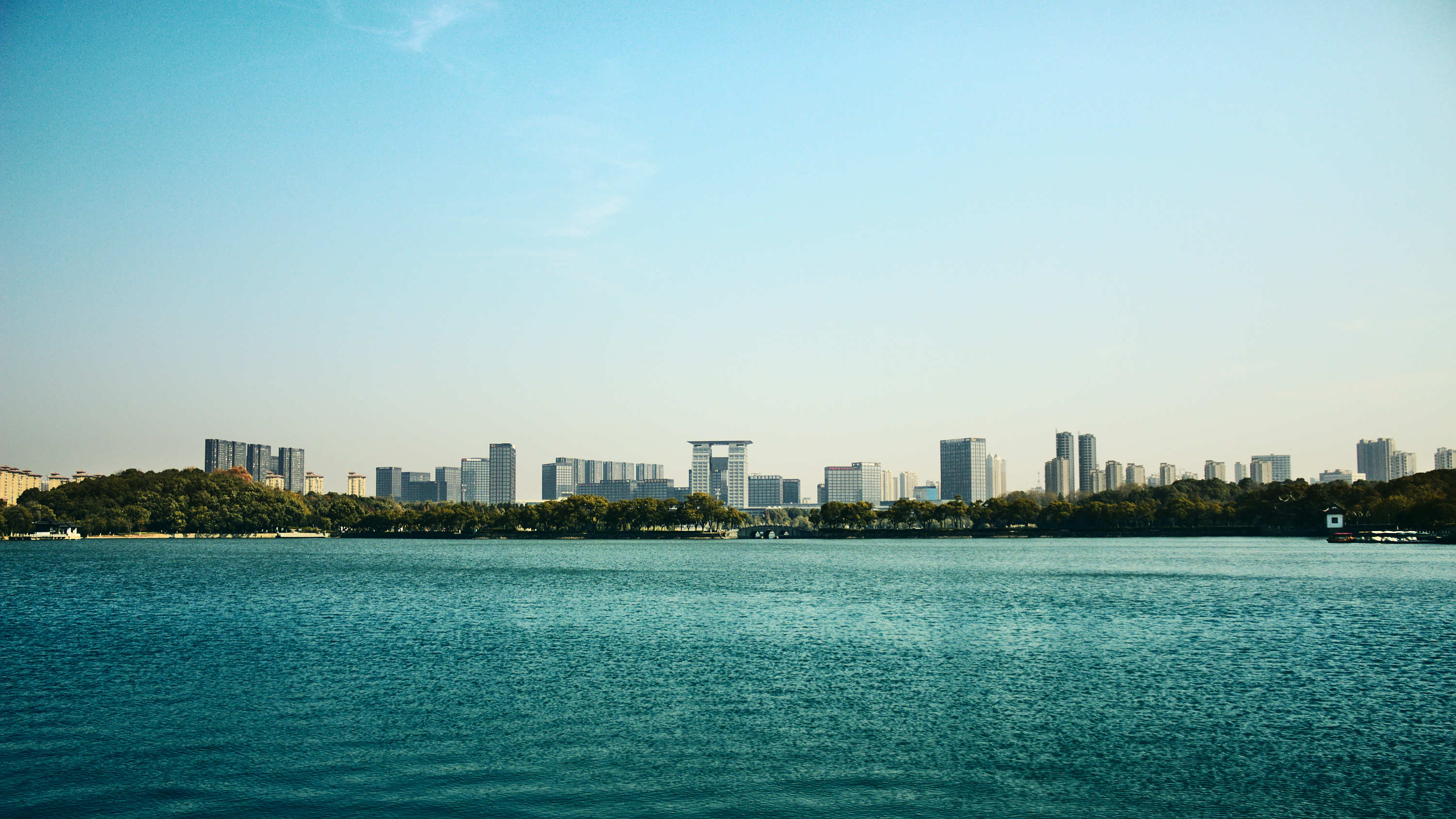
Uma vista panorâmica de Tongling.